# Фоменко Юрій Сергійович
Ю́рій Сергі́йович Фоме́нко (нар. 31 грудня 1986, Котельва) — український футболіст, екснападник харківського «Геліос» та низки інших українських і закордонних клубів.

## Біографія
Народився 31 грудня 1986 року в смт Котельва Полтавської області.
Перший тренер — Ігор Бондаренко. В аматорському чемпіонаті України грав у складі «Великої Багачки» (у двох матчах забив 3 голи).
Згодом виступав у складі «Миколаєва», «Сталі» (Алчевськ), «Прикарпаття» та «Геліоса». У чемпіонаті Україні за чотири клуби забив 10 голів в 96 матчах (усі в першій лізі), в Кубку України зіграв 3 матчі.
У складі «Кяпаза» дебютував 6 серпня 2011 року в матчі з «Ряваном» (3:2). Станом на даний момент в чемпіонаті Азербайджану забив 10 голів в 28 матчах, в кубку країни — 2 голи в 3 матчах.

## Титули і досягнення
Алашкерт
- Володар Суперкубка Вірменії (1): 2016.
- Чемпіон Вірменії (1): 2017.